# Hausorden von Hohenzollern

Collane des Königlichen Hausordens („Hohenzollernkette“)

Der Hausorden von Hohenzollern wurde am 5. Dezember 1841 durch die Fürsten Friedrich Konstantin von Hohenzollern-Hechingen und Karl Anton von Hohenzollern-Sigmaringen als Fürstlich Hohenzollernscher Hausorden gestiftet. König Friedrich Wilhelm IV. erhob ihn am 16. Januar 1851 zu einem preußischen Orden mit zwei getrennten Ordnungen, dem Fürstlichen und dem Königlichen Hausorden von Hohenzollern.

## Fürstlicher Hausorden von Hohenzollern
Der Fürstliche Hausorden wurde am 5. Dezember 1841 als Hohenzollernsches Ehrenzeichen als gemeinsamer Hausorden der Linien Hohenzollern-Sigmaringen und Hohenzollern-Hechingen in vier Klassen gestiftet:
- Ehrenkreuz I. Klasse
- Ehrenkreuz II. Klasse
- goldene Ehrenmedaille
- silberne Verdienstmedaille

Am 8. April 1844 wurde das Ehrenzeichen in Fürstlicher Hausorden von Hohenzollern umbenannt und um das Ehrenkreuz III. Klasse ergänzt.
Das Ehrenkreuz I. und II. Klasse war ein goldenes, weiß emailliertes Ruppertkreuz mit schwarzem Rand. In der Mitte befand sich ein weiß emailliertes Medaillon, das auf der Vorderseite die Initialen C F (Carl und Friedrich), umgeben von einem Band aus blauer Emaille mit der Inschrift Den 5. Dezember 1841 (bis 1844 FÜR TREUE UND VERDIENST). Die Rückseite zeigte das Hohenzollern-Wappen umgeben von einem Lorbeerkranz. Das Ehrenkreuz III. Klasse war aus Silber und nicht emailliert, die Inschrift lautete Den 8. April 1844.
Die Medaillen zeigten auf der Vorderseite die Initialen C F, umgeben von der Inschrift FÜR TREUE UND VERDIENST, auf der Rückseite das Hohenzollern-Wappen umgeben von einem Lorbeerkranz.
Das Ehrenkreuz I. Klasse und die goldene Ehrenmedaille waren von einer Krone überhöht. Ehrenkreuze und Medaillen wurden an einem weißen, schwarzgeränderten Band im Knopfloch getragen.

Ordensband ab 1852

Am 16. Februar 1852 wurde ein neues Statut erlassen, das 1866 und 1891 erweitert wurde. Zuletzt hatte der Orden folgende Klassen:
- Ehrenkreuz I. Klasse
- Ehrenkomturkreuz (eingeführt am 10. Februar 1891)
- Ehrenkreuz II. Klasse
- Ehrenkreuz III. Klasse
- goldene Ehrenmedaille
- silberne Verdienstmedaille

Das Ehrenkreuz ist weiß emailliert mit schwarzer Umrahmung mit einem Medaillon in der Mitte, das halb von Eichenlaub und halb von Lorbeer umkränzt wird. Das Medaillon des Ehrenkreuzes I. Klasse zeigt das Hohenzollern-Wappen, umgeben von der goldenen Ordensdevise FÜR TREUE UND VERDIENST auf blau emailliertem Grund. Das Ehrenkreuz II. ist kleiner, zeigt auf der Rückseite die gekrönten Initialen C F, umgeben von einem Band aus blauer Emaille mit der Inschrift Den 5. Dezember 1841. Das Ehrenkreuz III. Klasse war aus Silber und nicht emailliert, die Inschrift lautete Den 8. April 1844. Das Ordensband war weiß mit drei schwarzen Streifen. Die Medaillen zeigten auf der Vorderseite das Hohenzollern-Wappen und die Ordensdevise und auf der Rückseite die gekrönten Initialen C F mit der Inschrift Den 5. Dezember 1841. Am 18. Dezember 1866 wurden für Kriegsverdienste zwei gekreuzte Schwerter durch die Kreuzwinkel angebracht.

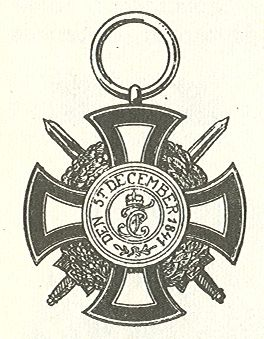
Fürstlicher Hausorden von Hohenzollern, Ehrenkreuz II. Klasse mit Schwertern

Das 1891 eingeführte Ehrenkomturkreuz entspricht dem Ehrenkreuz II. Klasse, ist aber etwas größer und wurde am Hals getragen.

## Königlicher Hausorden von Hohenzollern
Nach dem am 12. März 1850 erfolgten Übergang der Fürstentümer Hohenzollern-Sigmaringen und Hohenzollern-Hechingen an Preußen erhob König Friedrich Wilhelm IV. den Hausorden von Hohenzollern am 16. Januar 1851 zu einem preußischen Orden mit zwei getrennten Ordnungen. Während die Fürsten von Hohenzollern weiterhin den Fürstlicher Hausorden verliehen, verlieh der König von Preußen den Königlichen Hausorden.

### Stiftung
In den Statuten vom 23. August 1851 heißt es in Artikel 3:

„Diesen Unseren Königlichen Hausorden werden Wir und Unsere Nachfolger in der Krone an solche Personen verleihen, welche um die Erhaltung des Glanzes und der Macht Unseres Königlichen Hauses sich verdient gemacht, und eine besondere Hingebung an Uns und Unser Haus an den Tag gelegt haben, … durch aufopferndes und mannhaftes Benehmen im Kampf für dasselbe gegen äußere und innere Feinde ...“

### Ordensklassen

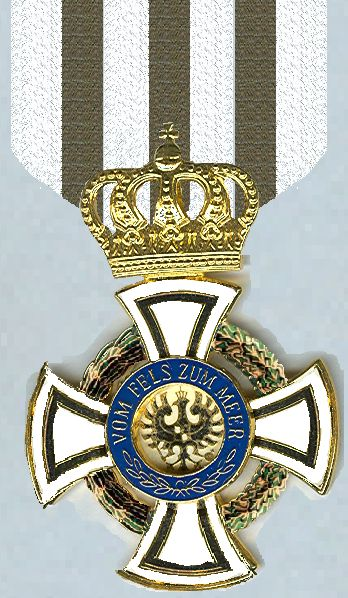
Kreuz der Ritter am Friedensband

Der königliche Orden hatte gemäß den Statuten vom 23. August 1851 in der Fassung vom 18. Oktober 1861 zwei Abteilungen:
- Kreuze, die für den Dienst für den Staat und das Königliche Haus verliehen wurde
- Adler, die vor allem an Wissenschaftler, Lehrer und Künstler vergeben wurden

Ab dem 27. Februar 1864, während des Deutsch-Dänischen Kriegs, wurden für Militärangehörige für „Verdienst vor dem Feinde“ das Kreuz mit Schwertern verliehen.
Jede Abteilung war in drei, später vier Ordensklassen eingeteilt:
- Großkomtur

mit Stern (eingeführt am 18. Oktober 1861)
ohne Stern
- Komtur

mit Stern (eingeführt am 18. Oktober 1861)
ohne Stern
- Ritter
- Inhaber (eingeführt am 9. März 1861)

Das Kreuz der Ritter mit Schwertern des Königlichen Hausordens von Hohenzollern war de facto der höchste preußische Tapferkeitsorden für Offiziere bis zum Rang eines Hauptmanns. Vielfach wurde er als Vorstufe des Pour le Mérite angesehen.

### Ordensdekoration

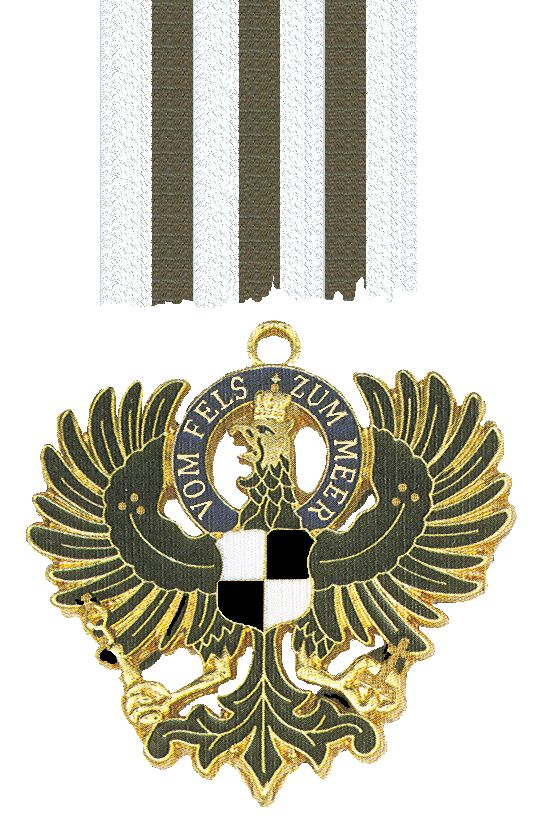
Adler der Ritter

In der Abteilung der „Adler“ trug man statt eines Kreuzes einen schwarzen preußischen Adler mit vollen Regalien und mit dem Hohenzollernwappen auf der Brust. Dem Kopf des Adlers ist ein Ring in Blau mit der Ordensdevise VOM FELS ZUM MEER unterlegt, das den geschichtlichen Weg der Hohenzollern veranschaulichen soll.
In der Abteilung der „Kreuze“ ist das Ordenskreuz weiß emailliert mit schwarzer Umrahmung mit einem Medaillon in der Mitte, das halb von Eichenlaub und halb von Lorbeer umkränzt wird. Im Avers zeigt das Medaillon den schwarzen preußischen Adler mit dem Hohenzollernschen Wappenschild auf der Brust, welcher von einem blauen Band mit dem Ordensmotto VOM FELS ZUM MEER umgeben ist. Das Medaillon im Revers zeigt auf weißem Felde den königlichen Namenszug, der von einem blauen Band mit dem Datum 18. JANUAR 1851 umgeben ist. Der „Hohenzollern“ wurde von den Rittern und Komturen an einem weißen Band mit zwei beiderseitigen schwarzen Streifen und einem schmaleren schwarzen Streifen in der Mitte des Bandes getragen, von den Großkomturen an einer Ordenskette („Hohenzollernkette“) mit abwechselnd den Hohenzollernschen, Reichserbkämmerischen und Burggräflich Nürnberger Wappenschildern.

### Verleihungen

Ordensband für Tapferkeit im Kriege

In Kriegszeiten wurde der Hausorden von Hohenzollern in zwei Klassen am schwarz-weißen Band verliehen: das Ritterkreuz ausschließlich an Offiziere, das Kreuz der Inhaber an Unteroffiziere, die sich durch außergewöhnliche Tapferkeit und somit durch ihre besonderen Verdienste für das Vaterland hervorgetan hatten. Diese wurde ab 27. Februar 1864 durch zwei gekreuzte Schwerter kenntlich gemacht.
Im Deutsch-Dänischen Krieg 1864 wurde das Ritterkreuz mit Schwertern achtmal, im Deutschen Krieg 1866 36-mal verliehen. Für den Deutsch-Französischen Krieg 1870/71 weist die Ordensliste neun Verleihungen mit Schwertern aus; drei Offiziere erhielten die Schwerter zum Kreuz der Ritter. Auch in den Kolonialkriegen blieb „der Hohenzollern“ eine seltene Auszeichnung. In der Rangliste von 1909 sind nur drei Kolonialoffiziere als Inhaber des Ordens aufgeführt. Im Ersten Weltkrieg setzte die Verleihung des begehrten und später zahlreich verliehenen Ordens sehr langsam ein. Die sehr bedeutende Auszeichnung wurde lediglich 8.291-mal verliehen. Das Kreuz der Inhaber für hochverdiente Unteroffiziere, das im Ersten Weltkrieg nur 17-mal verliehen wurde, war zusätzlich Grund zur Zahlung eines Ehrensoldes, der auch in der Bundesrepublik Deutschland anerkannt wurde.
Das komplizierte Auszeichnungssystem des Königreichs Preußen sah vor, dass kein Soldat für eine Leistung zweimal dieselbe Auszeichnung erhalten konnte. Ein Offizier, der bereits das Eiserne Kreuz I. Klasse besaß, konnte für eine wiederholte außergewöhnliche Leistung den Hausorden von Hohenzollern erhalten. Er war somit quasi eine informelle Zwischenstufe des Militärverdienstordens Pour le Mérite. Das für Unteroffiziere bestimmte Kreuz der Inhaber galt als „Pour-le-Mérite-Ersatz“, war aber dem Goldenen Militär-Verdienst-Kreuz nicht ebenbürtig.
Nach 1918 wurde der Hausorden von Hohenzollern noch vom ehemaligen deutschen Kaiser Wilhelm II. in seinem Doorner Exil bis etwa 1936 an Deutsche und Ausländer verliehen. Danach trat das Verbot Hitlers bezüglich der Verleihung ehemaliger deutscher dynastischer Orden in Kraft. Nach 1936 wurde der „Hohenzollern“ bis zum Tode des Ex-Kaisers im Jahre 1941 nur an nichtdeutsche Staatsbürger vergeben.